# Паркувальний диск

Стандартний європейський паркувальний диск

Паркувальний диск (італ. disco orario) — пристрій, що використовується у деякий країних на безкоштовних паркінгах для фіксації часу, у який був припаркований автомобіль. Особливо поширений у країнах Західної Європи, зокрема Німеччині, Бельгії, Нідерландах, Австрії, Італії, та інших.
Паркувальний диск застосовується у спеціально створених „синіх“ зонах. Ці зони в центрах міст дозволяють безкоштовно паркувати транспортний засіб на дві години (якщо інше не обумовлене дорожніми знаками) з використанням паркувального диску. У деякий містах використання паркувального диску є обов'язковим, зокрема у Копенгагені.

## Використання
Порядок використання паркувального диску наступний. Після того, як транспортний засіб був припаркований на відведене місце, на паркувальному диску поворотом колеса потрібно встановити час, у який автомобіль був припаркований. Після цього потрібно встановити диск на приладову панель під лобове скло так, щоб його покази можна було вільно спостерігати з зовні автомобіля.

### Бельгія
У центрах більшості міст Бельгії є спеціальні блакитні зони паркування, аналогічно до французької/швейцарської моделей. Максимальний час безкоштовного паркування із паркувальним диском становить дві години. Ці зони позначені спеціальним знаком із написом „Disque Obligatoire“ або „Schijf Verplicht“. В Бельгії паркувальний диск стандарту ЄС був введений з 31 березня 2003 року.